# Prison Island

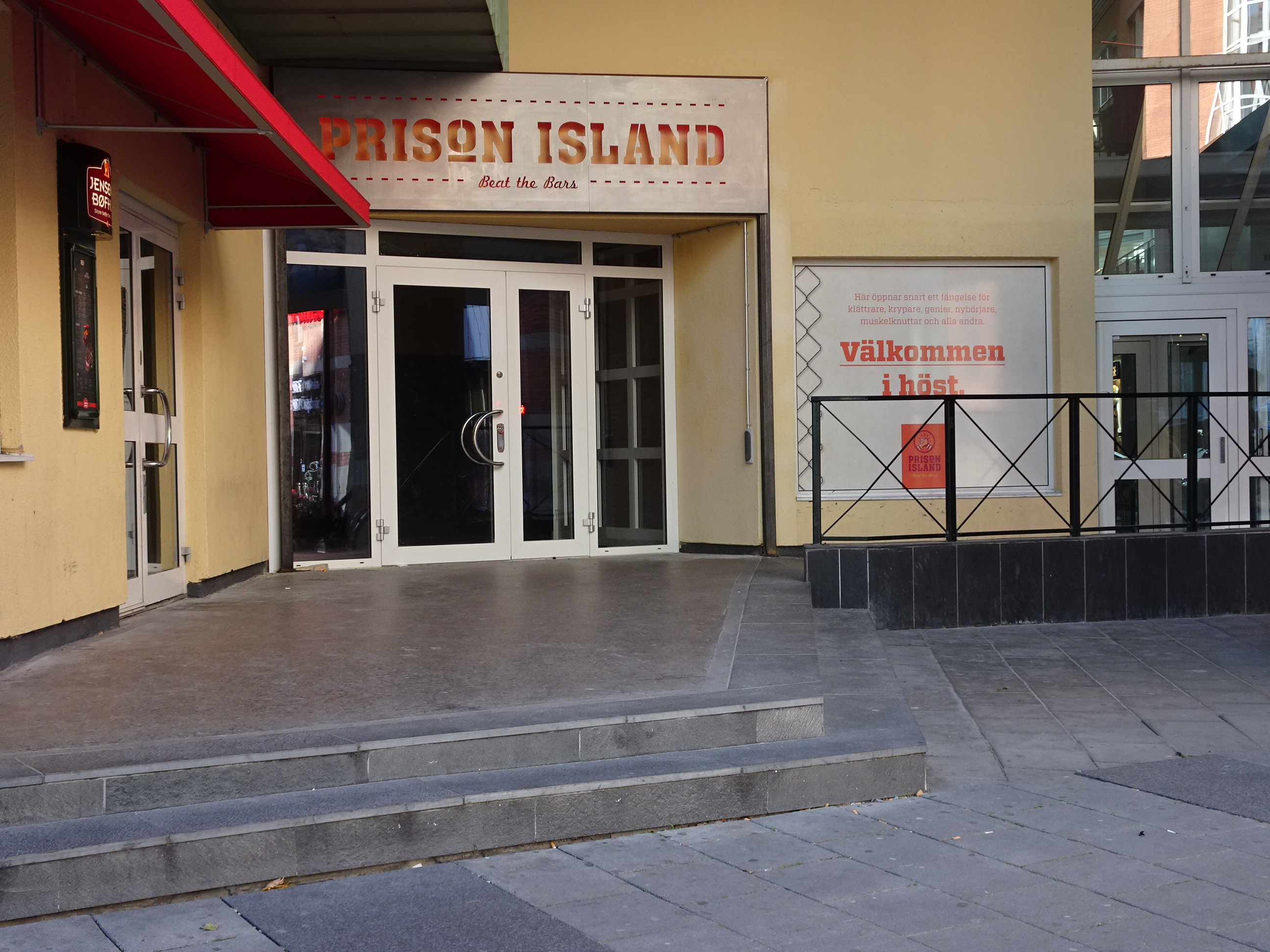
Prison Island i Västerås.

Prison Island är en franchisekedja som bygger och driver upplevelseanläggningar runt om Europa.

## Historia
Prison Island startade 2004 med en lokal, Arosfortet i Västerås. 2014 bytte företaget namn till Prison Island för att satsa på franchiseverksamhet och expandering i Europa.

## Anläggningar
Prison Island finns i 15 länder med 79 anläggningar (2024).

## Aktiviteter
En Prison Island-anläggning har mellan 20 och 50 äventyrsrum som kallas celler. Varje cell är en unik utmaning, värd en viss poäng och kräver minst tre personer för att klara den. Besökare bildar lag om minst tre personer och bestämmer en tid de vill tillbringa i anläggningen. Denna tid programmeras på en lagnyckel, som man också använder för att komma in i alla celler. På denna nyckel registreras också lagets poäng och antal försök. Hela anläggningen är automatiserad och datorer övervakar ljud, ljus, dörrar och poäng. När besökare är klara med besöket och lämnar in sin lagnyckel får de en resultatrapport med en sammanställning av besöket.